# رزن
رَزَن شهری در شمال استان همدان در غرب ایران است. این شهر مرکز شهرستان رزن و بزرگ‌ترین شهر این شهرستان است که در مسیر جاده همدان - تهران قرار گرفته است.
شهر کنونی رزن به واسطه جاده‌ای که از شمال ایران به خلیج‌فارس _که توسط پهلوی اول ساخته شده_ و از رزن هم عبور می‌کرد گسترش یافت، سپس در دوران پس از انقلاب ۵۷ با ورود مهاجرانی از روستاهای اطراف گسترش بیشتری پیدا کرد و به شکل کنونی درآمد. شهر رزن در شمالی‌ترین نقطه استان همدان در دشت‌های دامنه خرقان واقع شده است.

## نام‌گذاری
صاحب‌نظران بر این باورند که ریشه نام رزن کلمه «رزان» بوده است که به علت وجود باغ‌های انگور فراوان در این منطقه به این نام خوانده می‌شده است. (رَز به معنای انگور است.)  بعدها این نام به «رازان» و سپس رزن تغییر شکل داده است. همچنین روایت دیگری نیز نقل شده که رزن را برگرفته از کلمه رایزن می‌داند که در اصطلاح رایزن به معنی مهمان‌دار بوده است. نام این شهر ریشه‌ای فارسی دارد.

## آب و هوا
آب و هوای رزن سردسیر است و نسبت به شهرهای دیگر استان هوای سرد تری دارد. اما در تابستان‌ها از آب و هوای نسبتاً معتدلی برخوردار است و میانگین درجه حرارت سالیانه آن به‌طور متوسط ۱۱ درجه سانتی گراد است. متوسط بارندگی سالیانه این شهرستان نیز حدود ۴۰۰ میلی‌متر محاسبه شده است و در مجموع با توجه به تقسیم‌بندی آب و هوایی، آب و هوای شهرستان رزن سرد و معتدل کوهستانی محسوب می‌شود.

## ترابری

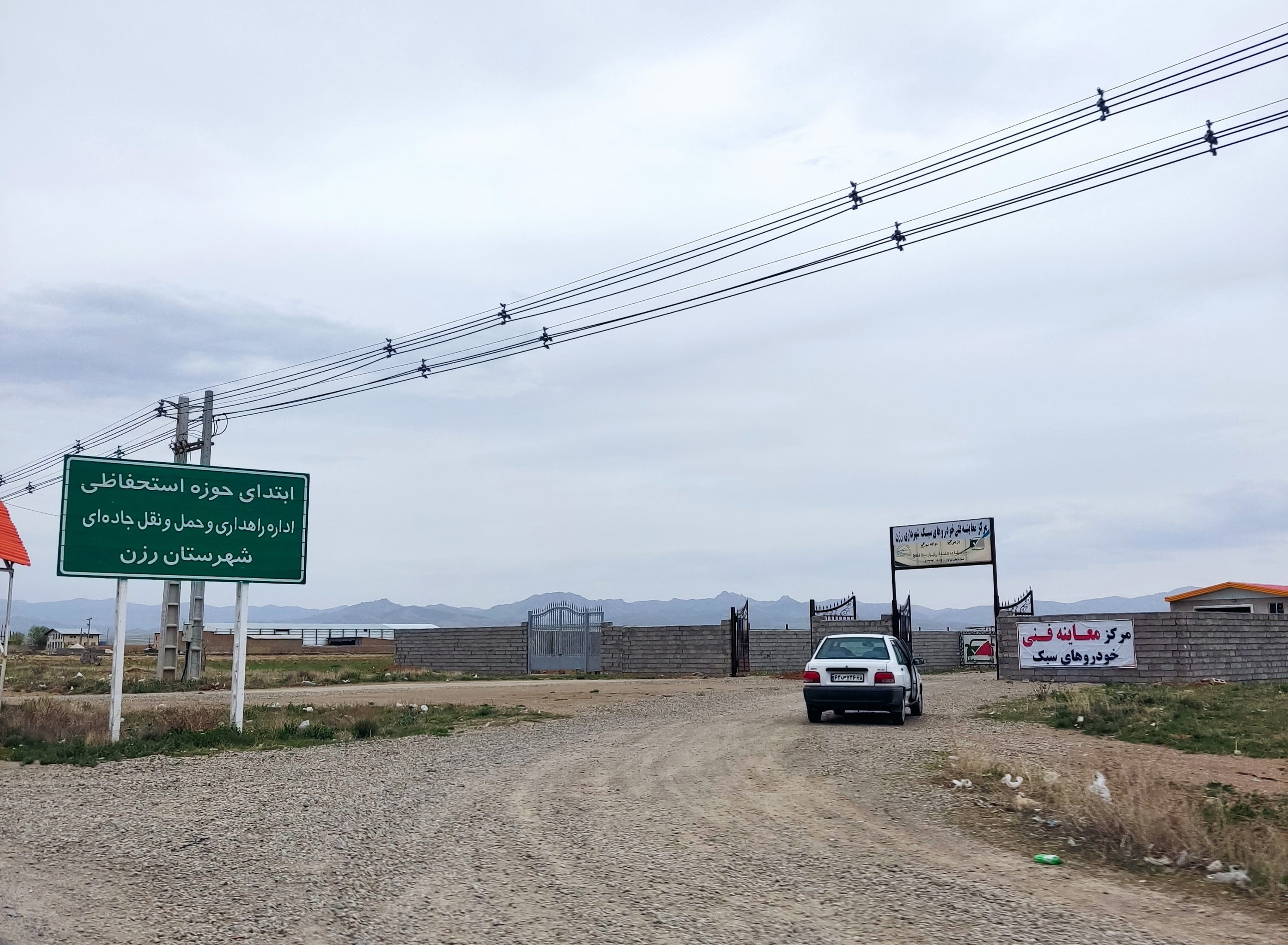
انتهای شهر در جاده ۳۷ که از رزن عبور می‌کند.

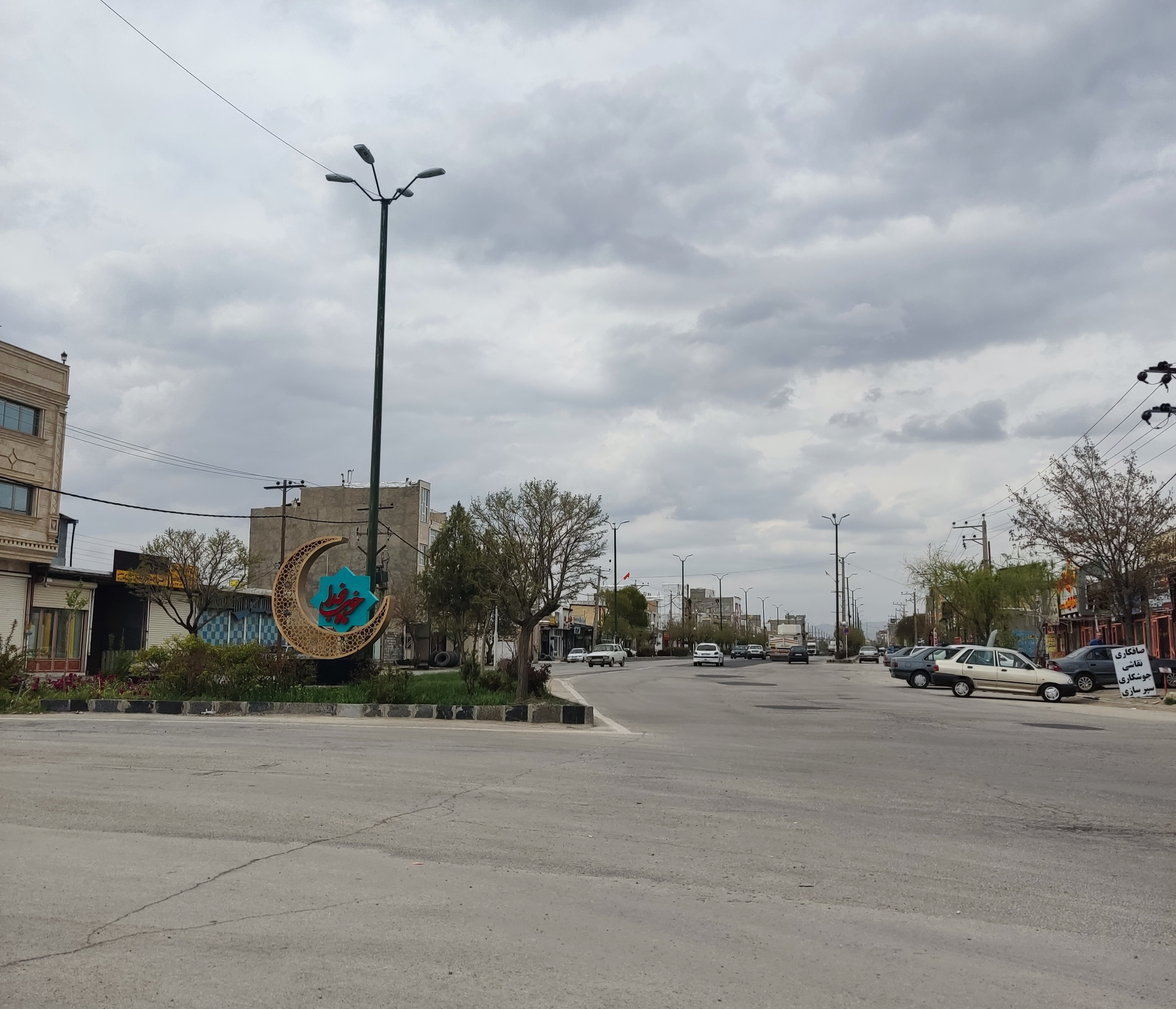
میدان امام حسین ورودی شهر

رزن در مسیر جادهٔ همدان - قزوین قرار دارد و از این‌رو رزن به عنوان یکی از شهرهایی که در مسیر مواصلاتی غرب کشور قرار گرفته از اهمیت بالایی برخوردار است.

## مردم

### جمعیت
بر پایه سرشماری عمومی نفوس و مسکن در سال ۱۳۹۵ جمعیت آن ۱۵۳۷۱ نفر بوده است.

### مردم
مردم شهر رزن به زبان ترکی آذربایجانی و فارسی صحبت می‌کنند.

## فرهنگ

### زبان و فرهنگ
مردم رزن آذری‌ها هستند که به زبان ترکی آذربایجانی و فارسی صحبت می‌کنند. در ادارات و مدارس زبان فارسی رایج است.

### گردشگری
- تخت خلیل: قلعه ای تاریخی با معماری خشتی مختص به دوران ساسانی که در فاصله ۱۵ کیلومتری جنوب غرب رزن در بر بلندای تپه ای در روستای کاج قرار دارد. ساخت این بنا مربوط به قرن هفتم و هشتم هجری است و در اثر بی‌توجهی محض سازمان میراث فرهنگی بخش‌های وسیعی از آن مخروبه شده و دیواره‌های باقی مانده نیز از استحکام کمی برخوردار است. به گفته منابع محلی آن دورانی که سازمان میراث فرهنگی می‌توانست تخت خلیل را احیا کند این کار را نکرد و بعد از مخروبه شدن اندک نگاهی به آن دارد.[۶]
- خانه تاریخی یگانه: بنای معروف به خانه یگانه با معماری دوران قاجار در سالهای ۱۳۰۰ تا ۱۳۱۰ توسط یکی از خوانین در بافت قدیمی شهر رزن ساخته شده است. این خانه دارای معماری منحصر بفرد دوران قاجار است که در حال حاضر به دلیل مالکیت شخصی بنا و توجه دیرهنگام سازمان میراث فرهنگی بخش‌های زیادی از سقف و دیواره‌های آن تخریب شده است.
- امام‌زاده اظهر: برج و آرامگاه، معروف به امام‌زاده اظهر بن علی (واقع در درجزین (درگزین) در فاصلهٔ ۵ کیلومتری شرق شهر رزن و به فاصلهٔ ۸۵ کیلومتری شمال شرق همدان قرار دارد. بنای امام‌زاده عبارت از برجی استوانه‌ای شکل که ۲۰ متر ارتفاع و ۱۹ ترک دارد. هشت متر از ارتفاع برج را ساختمان و بنای امام‌زاده تشکیل می‌دهد که بقعه گنبد این بنا مخروطی شکل است. این بنا در تاریخ ۱۳۲۷/۱۲/۲ به شمارهٔ ۳۶۷ در فهرست آثار ملی ایران به ثبت رسیده است.
- امام‌زاده هود: این امامزاده در ینگی قلعه و در ۳ کیلومتری شرق شهر رزن قرار دارد و از بناهای دوران مغول و قرن هشتم به‌شمار می‌آید. پلان نما دوازده ضلعی و از آجر ساخته شده است.

بنای تاریخی امام زاده هود

- زیستگاه حیات وحش و ارتفاعات بقراطی روستای بابانظر: این منطقه که در سی و پنج کیلومتری شهر رزن واقع شده یکی از زیستگاه‌های موجود پرندگان بومی مانند کبک، تیهو، باقرقره در دامنه‌ها و حیواناتی مانند قوچ، میش وحشی، گرگ، روباه، شغال، آهو، خرگوش، احتمالاً کفتار و گورکن می‌باشد. به دلیل وجود بسیاری از داروهای گیاهی-توتیامحدود- در این منطقه که از حیث نوع و تعداد بی بدیل هستند این ناحیه مورد توجه بسیاری از گردشگران قرار گرفته و تنوع زیستی و مناظر فوق‌العاده زیبای گردشگری هر ساله در فصل بهار و به‌خصوص در اردیبهشت خیل عظیمی از کوهنوردان، گردشگران، خانواده‌ها و جویندگان داروهای گیاهی را به این منطقه می‌کشاند. قلهٔ اصلی رشته کوه بقراطی ۲۴۶۳ متر ارتفاع دارد.

## کشاورزی و دامپروری
- شهرستان رزن سهم قابل توجهی در تولیدات کشاورزی در استان همدان دارد. این شهرستان با تولید حدود ۱ میلیون تن انواع محصولات کشاورزی رتبه نخست تولیدهای این بخش را در استان همدان از آن خود کرده است. انواع تولیدات کشاورزی این شهرستان شامل گندم، جو، سیب زمینی، دانه روغنی، یونجه، صیفی‌جات، رازیانه و غیره است.
- ‌رزن دارای انواع باغ‌های میوه از قبیل گردو و سیب و بخصوص باغات انگور می‌باشد که محصولات جانبی فراوانی از جمله شیره و کشمش از آن‌ها تولید می‌شوند.
- در شهرستان رزن واحدهای تولیدی گوشت طیور از جمله پرورش شترمرغ، بوقلمون، بلدرچین و تعداد زیادی واحد مرغ داری، گاوداری و دامداری فعالیت دارند که سهم قابل قبولی از تولید گوشت استان همدان را به خود اختصاص داده‌اند. در زمینه آبزی پروری نیز انواع استخر‌های پرورش ماهی قزل آلا در سطح شهرستان مشغول به کار هستند.